# Bodhipakkhiyadhamma
Bodhipakkhiyadhamma beschreibt aus Sicht des Theravada-Buddhismus die 37 erforderlichen Dinge zur Erleuchtung und ist eine Art Kurzzusammenfassung der buddhistischen Lehre, wie sie im Pali-Kanon beschrieben ist. Diese Auflistung entstammt u. a. der Längeren Lehrrede an Sakuludāyin (Mahāsakuludāyi Sutta), die in der Mittleren Sammlung (Majjhima Nikāya, Sutta 77) enthalten ist. Jedoch werden sie dort nicht mit Namen bezeichnet.

## Die 37 erforderlichen Dinge zur Erleuchtung

### Die Vier Grundlagen der Achtsamkeit (Satipatthana)
1. Achtsamkeit des Körpers (Kayanupassana)
2. Achtsamkeit der Gefühlstönungen (Vedananupassana)
3. Achtsamkeit der Geisteszustände (Cittanupassana)
4. Achtsamkeit der Geistesobjekte (Dhammanupassana)

### Die Vier Rechten Anstrengungen (samma padhana)
1. Unaufgestiegene unheilsame Dinge vermeiden.
2. Aufgestiegene unheilsame Dinge aufgeben / auflösen.
3. Unaufgestiegene heilsame Dinge ins Leben rufen.
4. Aufgestiegene heilsame Dinge festigen.

### Die Vier Wege zum Erfolg (iddhipāda)
1. Wille, Streben, Absicht (chanda)
2. Willenskraft, Anstrengung, Bemühen (viriya)
3. Reinheit des Bewusstseins (citta)
4. Erforschen, Erwägen (vimamsa)

### Die Fünf Fähigkeiten (indriya)
1. Vertrauen (saddha)
2. Willenskraft, Anstrengung (viriya)
3. Achtsamkeit (sati)
4. Sammlung, Konzentration (samadhi)
5. Weisheit, Wissen oder Einsicht (panna)

### Die Fünf Kräfte (bala)
1. Vertrauen (saddha)
2. Willenskraft, Anstrengung (viriya)
3. Achtsamkeit (sati)
4. Sammlung (samadhi)
5. Weisheit, Wissen oder Einsicht (panna)

### Die Sieben Erleuchtungsglieder (bojjhanga)
1. Achtsamkeit (Sati)
2. Wirklichkeitsergründung (dhamma vicaya)
3. Tat- u. Willenskraft (viriya)
4. Verzückung, Freude (piti)
5. Ruhe, Gestilltheit (passaddhi)
6. Sammlung, (samadhi)
7. Gleichmut (upekkhā)

### Der Edle Achtfache Pfad (ariya atthangika magga)
1. rechte Anschauung (samma ditthi)
2. rechte Gesinnung (samma sankappa)
3. rechte Rede (samma vaca)
4. rechtes Handeln (samma kammanta)
5. rechter Lebenserwerb (samma ajiva)
6. rechte Anstrengung oder Bemühung (samma vayama)
7. rechte Achtsamkeit (samma sati)
8. rechte Sammlung (samma samadhi)